# Zamek Landskron (Karyntia)
Zamek Landskron (niem. Burg Landskron, słoweń. Grad Vajškra) – ruiny zamku na północny wschód od Villach w Karyntii, w południowej Austrii. Pochodzące z początku XIV wieku ruiny zamku znajdują się na wysokości 658 m n.p.m. Obecnie funkcjonuje w nich restauracja oraz organizowane są pokazy ptaków drapieżnych.

## Historia
Zamek istniał już w 1330 roku, kiedy został przejęty przez grafów Ortenburga. Natomiast po raz pierwszy zamek Landskron został wspomniany w dokumencie z 25 lipca 1351 roku, kiedy książę Albrecht II Kulawy zakupił fortecę. W 1392 roku Habsburgowie przekazali zamek w zastaw hrabiemu Celje Hermanowi II.
W 1542 roku cesarz Ferdynand I Habsburg sprzedał zamek Landskron Christophowi Khevenhüllerowi, który uczynił go swoją główną rezydencją i przebudował w stylu renesansowym. W 1552 roku w zamku Landskron gościł cesarz Karol V. W celu zabezpieczenia zaopatrzenia w wodę w latach 1584-1594 wykopano studnię o głębokości 150 metrów.
Podczas wojny trzydziestoletniej, w 1628 roku zamek Landskron został skonfiskowany przez cesarza Ferdynanda II protestanckiej rodzinie Khevenhüllerów. W 1639 roku zamek zakupili Dietrichsteinowie. Chociaż na mocy pokoju westfalskiego, kończącego wojnę trzydziestoletnią w 1648 roku, rodzina Khevenhüllerów powinna odzyskać dawną własność, jednak nie była ona w stanie tego wyegzekwować w trwającym 67 lat sporze prawnym. Rodzina Dietrichsteinów nie rezydowała w Landskronie, a niepewny stan prawny powstrzymywał inwestycje.
W 1812 roku dach zamku spłonął od uderzenia pioruna. Nie został on odremontowany, co doprowadziło do powolnego popadania budowli w ruinę Z czasem zamek zaczął być wykorzystywany przez okoliczną ludność jako źródło materiałów budowlanych.
W 1953 roku ruiny zamku zostały zabezpieczone i otwarto w nich restaurację. W zamku działa ptaszarnia, w której hodowane są ptaki drapieżne, organizowane są również ich pokazy.

## Architektura
Główny budynek zamku składał się z dwóch długich, cztero- i pięciopiętrowych skrzydeł, krzyżujących się pod kątem prostym, z krótkimi bocznymi skrzydłami na końcach. Skrzydła zachodnie i północne były niegdyś czterokondygnacyjne. Od zachodu zachowały się tylko ściany dwóch najniższych pięter. W drugiej połowie XX wieku przekształcono je w restaurację. W północnej części znajdowała się potężna wieża, która prawdopodobnie była średniowieczną siedzibą i ówczesnym centrum kompleksu, górowała ona nad strefą dachu sąsiednich budynków o trzy piętra.
Na południe od przedłużenia zachodniego skrzydła, znajduje się gotycka kaplica. Jest to mała, wydłużona budowla z półkolistym chórem. Nad wschodnią ścianą nawy wznosi się ośmioboczna dzwonnica. Ściany kaplicy nadal stoją do wysokości czterech metrów. Część witraży kaplicy z 1570 roku jest przechowywana w Muzeum Krajowym Karyntii w Klagenfurcie.

## Fotografie

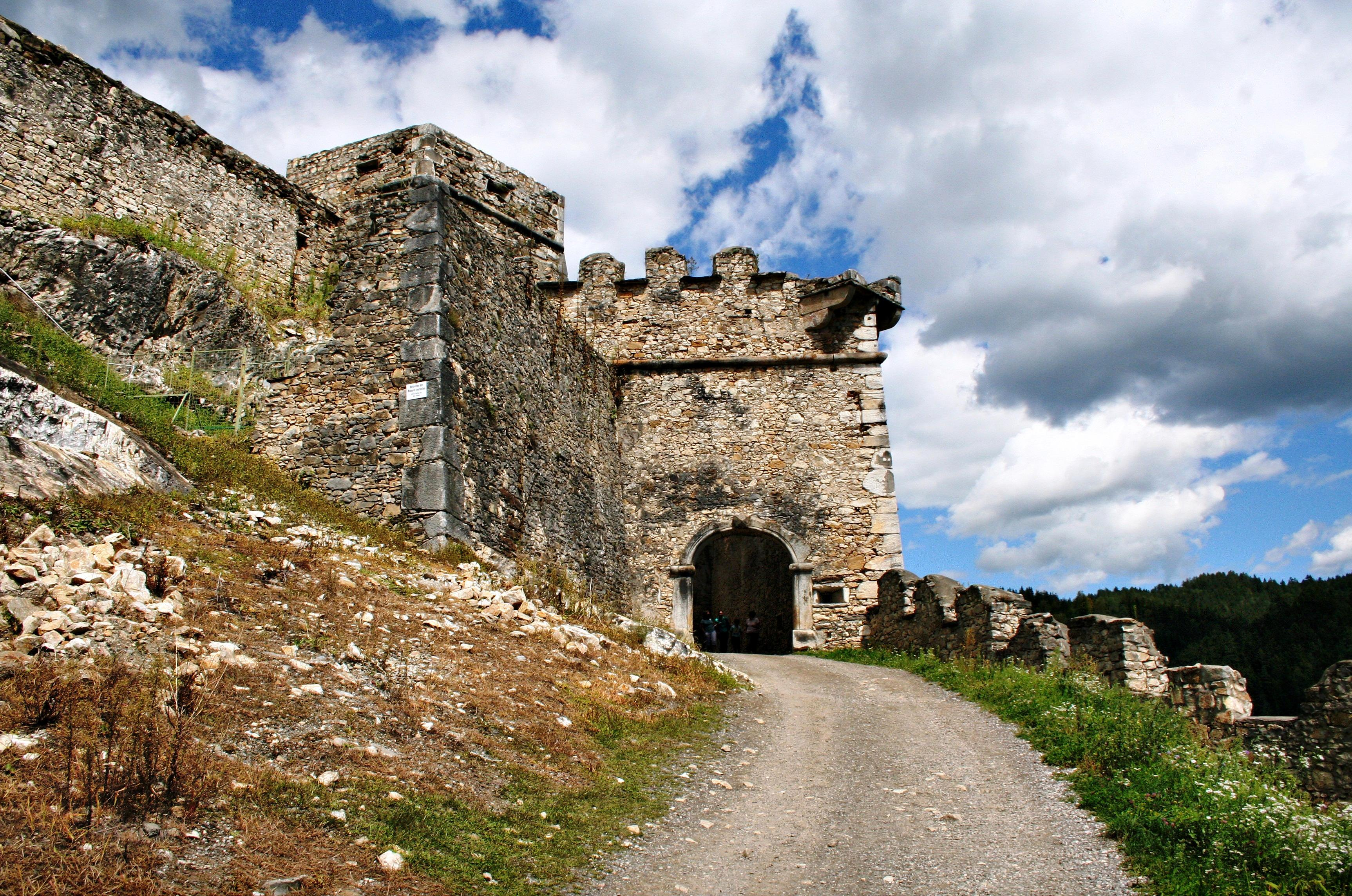
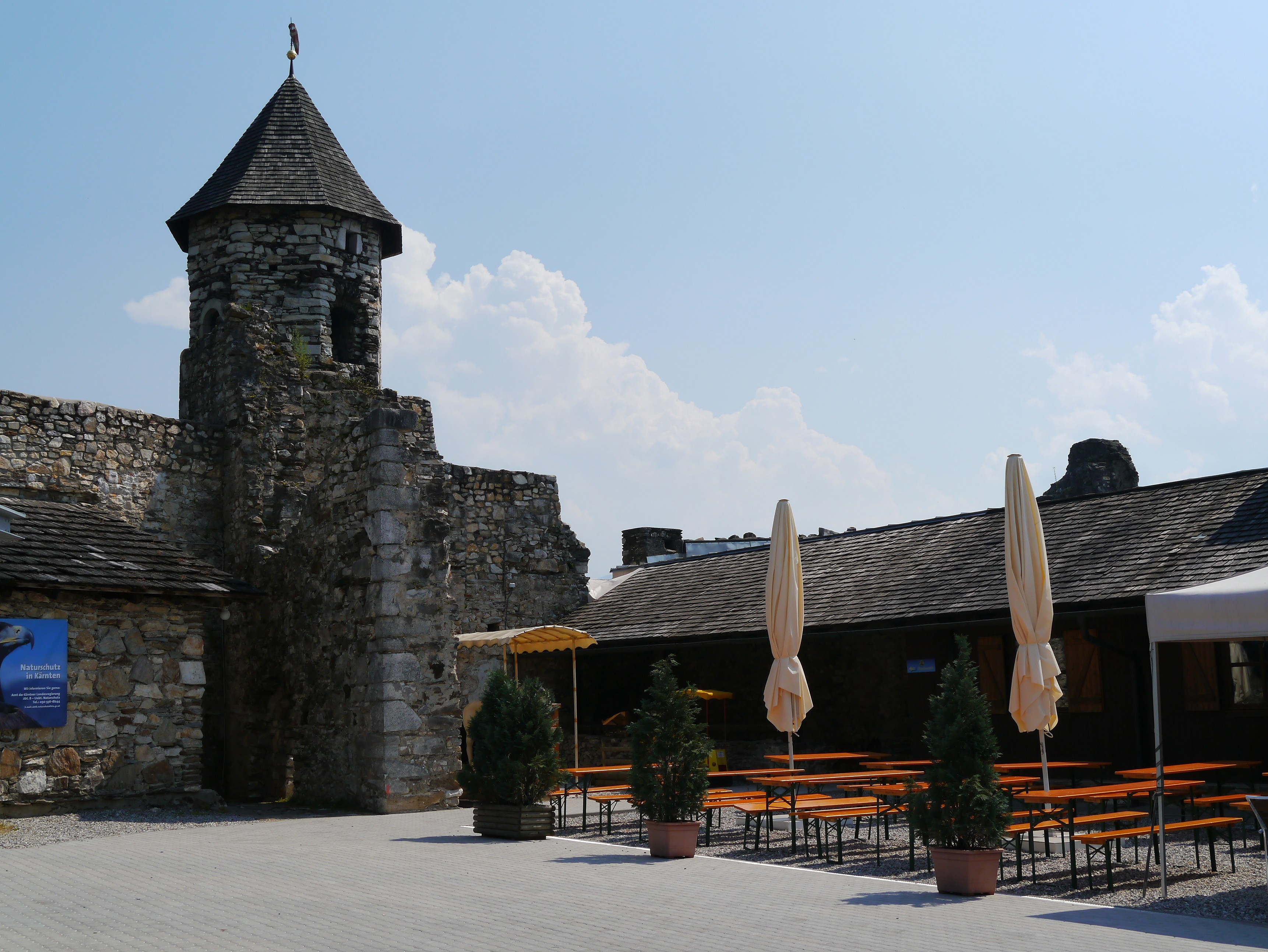
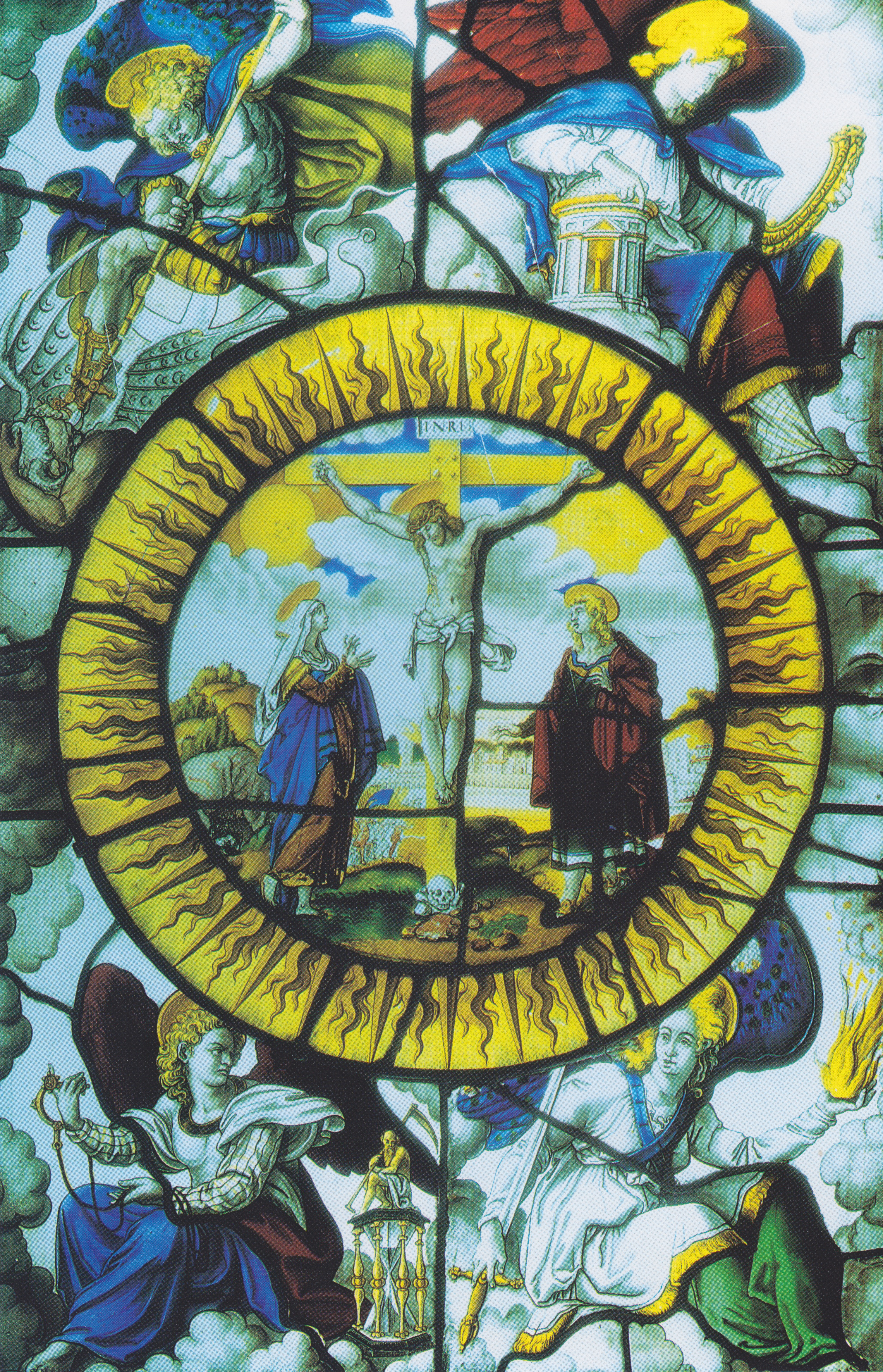
Witraż z kaplicy zamkowej z 1570 r., Muzeum Krajowe Karyntii, Klagenfurt am Wörthersee